# 岡本麻弥
岡本 麻弥（おかもと まや、1967年2月3日 - ）は、日本の声優、女優、歌手、政治活動家。東京都新宿区上落合出身。

## 経歴
東京都新宿区上落合育ち。
小さい頃から童話、ディズニーアニメが好きだったという。
中学生の頃に声優の仕事を知って興味を持つ。古谷徹のファンであり、「自分も声優になって古谷さんと共演したい」という憧れがあり、松尾佳子が近所に住んでいたことも大いに影響したという。
1982年に東京都立明正高等学校進学と同時に、勝田声優教室に入学。同期は伊藤美紀、南央美がいた。高校在学中の1985年、OVA『メガゾーン23』の女1・子供役で声優デビュー。実際のデビュー作は『メガゾーン23』となったが、先に決定していたのは『機動戦士Ζガンダム』のエマ・シーン役のほうだった。前者は、デビューが決定していたところに入った仕事だという。その後『機動戦士Ζガンダム』のエマ役で注目を集める。翌1986年、『メイプルタウン物語』で主人公のパティを演じ、初主演。また『宇宙船サジタリウス』ではアン教授を担当した。
1988年に福田靖が脚本演出を手掛けた劇団プロ・ローグの創立メンバーとなり、1989年には一人芝居「岡本麻弥ひとりスペクタクル『ジョナサン!』」にも挑戦している。ここから数年間はほぼ舞台業に専念しており、声優業のレギュラーは、海外ドラマ『アルフ』のリン役のみだった。
1991年より、『サイレントメビウス』で彩弧由貴役を演じるなど、声優業も再び活発化。1992年には世界名作劇場シリーズ『大草原の小さな天使 ブッシュベイビー』で主人公のジャッキー（ジャックリーヌ・ローズ）役を演じた。その後もテレビアニメや海外ドラマ、ゲームなどに幅広く出演している。
女優業の追求のため、半年位英会話に通い、1999年よりニューヨークに行って、語学学校を経て、ネイバーフッド・プレイハウスに留学、グリーンカードも取得し、日本とアメリカを行き来する生活を送る。同スクールの生徒だった時は3年間、ニューヨークマンハッタンミッドタウンに住んでいたものの、アメリカ同時多発テロ事件以降はロサンゼルスに引っ越しし、そこで3年半くらい住んで活動を行っていたが、2006年頃より一時的に日本に帰国している。
2010年8月16日に行われた『ぱちんこCRサクラ大戦2』のトークライブショウにおいて、同年7月7日に入籍したこと、現在闘病中であること、「サクラ大戦シリーズ」への復帰を発表した。『サクラ大戦歌謡ショウ』には2006年の『新春歌謡ショウ』以降、ファイナル公演『新・愛ゆえに』、2007年、2010年のライブに至るまで出演していなかったが、2011年のライブにおいて、ソレッタ・織姫役として復帰した。
2018年に病気も完治し、日本在住で活動している。
2022年8月より声優の有志でつくるインボイス制度に反対する団体 VOICTION 共同代表に就任し、同制度導入反対の主張を行なっている。
2025年6月18日、7月20日投開票予定の第27回参議院議員通常選挙にれいわ新選組より全国比例区に立候補することが発表された。
7月20日の投開票の結果、れいわ新選組が全国比例区で3議席を獲得する中、次点の党内順位4位、得票数21,057票で落選。7月18日に山本太郎が東京・お台場でクアトロ・バジーナのコスプレをして選挙活動をする動画に出演。7月22日にガンダムシリーズの版権を管理するバンダイナムコフィルムワークスは政治利用を認めていない旨の声明を発表した。
所属事務所の遍歴はアーツビジョン→オフィス薫→横山智佐事務所・バンビーナ→山口勝平事務所・悟空→81プロデュース→フリー→ネヴァーランド・アーツ→合同会社ダーナ・ワークス→フリー。

## 人物
声種はメゾソプラノ、ややハスキー。
役柄としては、少女、大人の女性役が多い。小山茉美、間嶋里美、山田栄子と色々な先輩の声に似ていると言われることも多く、声の幅は広い。
憧れでもあり、目標にしているのは、野沢雅子。
渡米直前のゲーム雑誌のインタビューで「昔は藤岡弘、のお嫁さんになるのが夢だったが、今はハリウッド女優になるのが夢」と語っていた。
2017年から『雷神八系-ZANAM-ファム・ファタール〜運命の女』という架空アニメの自主企画を進めている。
中学時代はバスケット部、高校時代は演劇部に所属していた。
特技は英語。
妹がいる。

## 出演
太字はメインキャラクター。

### テレビアニメ
1985年
- 機動戦士Ζガンダム（エマ・シーン）
- タッチ（山倉夏子）
- 魔法のスターマジカルエミ（1985年 - 1986年、弘田ユキ子）

1986年
- 愛少女ポリアンナ物語（パレー〈青春時代〉）
- あんみつ姫（お涼）
- 宇宙船サジタリウス（アン教授）
- 機動戦士ガンダムΖΖ（リィナ・アーシタ）
- ゲゲゲの鬼太郎（第3作）（さとみ）
- 青春アニメ全集（ミネコ）
- Bugってハニー
- マシンロボ クロノスの大逆襲（メロディア）
- メイプルタウン物語（パティ・ホープラビット）

1987年
- シティーハンター（亜月夕子、皆川由貴）
- 新メイプルタウン物語 パームタウン編（パティ）
- プロゴルファー猿（青花）
- めぞん一刻

1992年
- 風の中の少女 金髪のジェニー（ベッシー）
- 大草原の小さな天使 ブッシュベイビー（ジャックリーヌ・ローズ〈ジャッキー〉）

1993年
- ムカムカパラダイス（ウルウル）
- 無責任艦長タイラー（ハルミ伍長）

1994年
- 七つの海のティコ（渚）
- BLUE SEED（弥生）

1995年
- 愛天使伝説ウェディングピーチ（ナツミ）
- 怪盗セイント・テール（楓）
- それいけ!アンパンマン（1995年 - 、ススキちゃん、のぎくちゃん、どじょうぼうや〈3代目〉、クルクルおコマちゃん〈2代目〉、しゃぼんだま姫〈3代目〉）
- バーチャファイター（サラ・ブライアント）
- ルパン三世 ハリマオの財宝を追え!!（ダイアナ）

1996年
- 機動戦艦ナデシコ（ハルカ・ミナト、女、ミーエ・ミーエ）
- こちら葛飾区亀有公園前派出所（1996年 - 1998年、清正奈緒子〈1話のみ〉、小野小町〈初代〉、アムラーの女、珍吉〈2代目〉）
- 超者ライディーン（エキドナ）
- B'T-X（B'Tミラージュ）
- 魔法少女プリティサミー（裸魅亜）
- 名探偵コナン（1996年 - 2006年、松本小百合、目黒美弥）

1997年
- EAT-MAN（アニーナ）
- 吸血姫美夕（森下五月、同僚の女性、主婦B）
- スーパーフィッシング グランダー武蔵（白瀬サヤカ）
- 中華一番!（1997年 - 1998年、ティア、シャン）
- BURN-UP EXCESS（神宮真弥）

1998年
- サイレントメビウス（彩弧由貴）
- トライガン（メアリー）
- Night Walker -真夜中の探偵-（大塚恵）
- MASTERキートン（フェンダースの秘書）
- ももいろシスターズ（清水みき）

2000年
- サクラ大戦TV（ソレッタ・織姫）
- ビックリマン2000（回転スッチー）

2005年
- 陰陽大戦記（ウスベニ）
- ガラスの仮面（2005年版）（鷹宮紫織）
- 銀盤カレイドスコープ（ドミニク・ミラー）
- SPEED GRAPHER（弦巻ミハル）
- フルメタル・パニック! The Second Raid（ジャクリーヌ・ヴィラン）

2006年
- スパイダーライダーズ 〜オラクルの勇者たち〜（シーナ）
- ツバサ・クロニクル 第2シリーズ（火煉太夫）
- 働きマン（荒木雅美）

2007年
- エル・カザド（Bレディ1号）
- 機神大戦ギガンティック・フォーミュラ（レイ・オルドリッジ）
- 銀魂（2007年 - 2018年、阿音） - 2シリーズ
- D.Gray-man（エリアーデ）
- MOONLIGHT MILE 1stシーズン -Lift off-（ターニャ）
- ヤマトナデシコ七変化♥（蘭丸の母）

2008年
- きらりん☆レボリューション（檄社する代）
- ゴルゴ13（リンダ）
- スケアクロウマン（秘書）
- 隠の王（六条旭日）
- ポルフィの長い旅（エミリア）
- MAJOR 4th season（ジェシカ）
- モノクローム・ファクター（悠の母）

2009年
- VIPER'S CREED（マヤ）
- こんにちは アン 〜Before Green Gables（メリッサ・ヘンダーソン）
- そらのおとしもの（2009年 - 2010年、ハーピー2） - 2シリーズ
- ねぎぼうずのあさたろう（ゆり）

2018年
- HUGっと!プリキュア（薬師寺れいら）
- ルパン三世 PART5（ダイアナ）

2019年
- 賢者の孫（アイリーン＝フォン＝クロード）

### 劇場アニメ
- GREY デジタル・ターゲット（1986年、ノーヴァ）
- メイプルタウン物語（1986年、パティ・ホープラビット）
- 新メイプルタウン物語 パームタウン編（1987年、パティ・ホープラビット）
- 機動戦士SDガンダム（1988年、リィナ）
- チンプイ エリさま活動大写真（1990年、リリン）
- サイレントメビウス（1991年、彩弧由貴）
- ダークサイド・ブルース（1994年、セリア）
- スレイヤーズRETURN（1996年、女格闘家）
- 音響生命体ノイズマン（1997年、レイナ）
- 地獄先生ぬ〜べ〜 恐怖の夏休み!!妖しの海の伝説!（1997年、渚）
- 機動戦艦ナデシコ -The prince of darkness-（1998年、ハルカ・ミナト）
- 名探偵コナン 14番目の標的（1998年、小山内奈々[53]）
- MARCO 母をたずねて三千里（1999年、コンチェッタ）
- サクラ大戦 活動写真（2001年、ソレッタ・織姫[54]）
- 機動戦士Ζガンダム A New Translation（2005年 - 2006年、エマ・シーン） - 3部作[一覧 1]
- ケンダマスター拳（2021年 - 2022年、サオリ[55][56]） - 2作品

### OVA
1985年
- メガゾーン23（B.D.の愛人）

1986年
- ウォナビーズ（ドリームエンジェルス）
- トゥインクルハート 銀河系までとどかない（レモン）
- バイオレンスジャック ハーレムボンバー（マリ）※18禁作品
- 魔法のスターマジカルエミ 蝉時雨（弘田ユキ子）

1987年
- サーキットエンジェル 〜決意のスターティング・グリッド〜（マリコ）
- 超神伝説うろつき童子シリーズ（天野恵〈初代〉）※18禁作品
- 破邪大星ダンガイオー（ランバ・ノム）

1988年
- 機動戦士SDガンダム（リィナ）
- 妖精王（プック）

1992年
- 甲竜伝説ヴィルガスト（ファンナ）

1993年
- アイドル防衛隊ハミングバード（細川れいこ）

1994年
- 無責任艦長タイラー（ハルミ・ナカガワ）

1995年
- 学校の幽霊（チーコ）
- 腐った教師の方程式（早瀬由理子）
- ミネルバの剣士（パトリス）※18禁作品
- 覇王大系リューナイト アデュー・レジェンド（キリオ）

1996年
- 鉄腕バーディー
- BURN-UP W（真弥）
- ベイビィ★LOVE（瀬戸家の母親）

1997年
- ヴァンパイアハンター（リンリン）
- 同窓会 Yesterday Once More（緒方静香）
- VS騎士ラムネ&40FRESH（テキーラ）
- ぶっとび!!CPU（セントリス）
- マクロス ダイナマイト7（ライザ）
- またまたセイバーマリオネットJ（NSMX-1、まりん）
- 真奈美&ナミ スプライト（緒方千晃）

1998年
- ゲキ・ガンガー3 熱血大決戦!!（ミーエ・ミーエ、ハルカ・ミナト）
- 魔界転生（お京、お雛）

1999年
- サクラ大戦 轟華絢爛（ソレッタ・織姫）

2002年
- サクラ大戦 神崎すみれ 引退記念 す・み・れ（ソレッタ・織姫）

2006年
- 鬼公子炎魔（法印大子）

2008年
- やなせたかしメルヘン劇場 ほしのこルンダ（ナニイ）

### Webアニメ
- 幕末機関説 いろはにほへと（2006年、お駒）

### ゲーム
1988年
- メタルホーク（オペレータ）
- ヴァリスII (X68k)（ヴァルナ）

1992年
- クイズの星（ケイ）
- サークI・II（フレイア・ジェルバーン） - 2作品

1993年
- アークスI・II・III（スー・ニー）

1994年
- サークIII（フレイア・ジェルバーン）

1996年
- タクティクスオウガ（システィーナ）
- 野々村病院の人々（伊藤涼子）

1997年
- EVE burst error（御堂真弥子）
- Girl Doll Toy（エリカ）
- 機動戦艦ナデシコ 〜やっぱり最後は「愛が勝つ」?〜（ハルカ・ミナト）
- 機動戦士Ζガンダム（エマ・シーン）
- 銀河お嬢様伝説ユナ3〜LIGHTNING ANGEL〜（白皇帝・玉華）
- スーパーロボット大戦F / F 完結編（エマ・シーン、リィナ・アーシタ）
- 電脳天使〜デジタルアンジュ〜（リアムローダ・アルキオネ・ヒアデス〈マリアローダ〉）
- パワードール2（セシル・フェリクス）
- 魔法少女プリティサミー 〜恐るべし身体測定!核爆発5秒前!!〜（裸魅亜）
- 魔法少女プリティサミー 〜ハートのきもち〜（裸魅亜）

1998年
- 機動戦艦ナデシコ The blank of 3years（ハルカ・ミナト）
- 銀河お嬢様伝説ユナ〜FINAL EDITION〜（白皇帝・玉華）
- サウザンドアームズ（ウィナ・グラップル）
- サクラ大戦2 〜君、死にたもうことなかれ〜（ソレッタ・織姫）
- サクラ大戦 帝撃グラフ（ソレッタ・織姫）
- Sequence Palladium（リナリー・ピュアハート）
- 少女革命ウテナ いつか革命される物語（三条院千種）
- serial experiments lain（柊子）
- 白薔薇のなまえ（紫苑）
- 初恋物語（リアムローダ・アルキオネ・ヒアデス〈マリアローダ〉）
- ゆうわくオフィス恋愛課（山下志津香）

1999年
- SDガンダム GGENERATION（1999年 - 2025年、エマ・シーン、リィナ・アーシタ、ノーラン・ミリガン） - 11作品
- 機動戦艦ナデシコ NADESICO THE MISSION（ハルカ・ミナト）
- スーパーロボット大戦コンプリートボックス（エマ・シーン）
- まぼろし月夜（笹川早苗）
- リフレインラブ2（五条砂緒）

2000年
- 大神一郎奮闘記 〜サクラ大戦歌謡ショウ「紅蜥蜴」より〜（ソレッタ・織姫）
- 花組対戦コラムス2（ソレッタ・織姫）
- スーパーロボット大戦α（エマ・シーン）

2001年
- サクラ大戦3 〜巴里は燃えているか〜（ソレッタ・織姫）
- スーパーロボット大戦α外伝（エマ・シーン、リィナ・アーシタ）
- サクラ大戦オンライン（ソレッタ・織姫）

2002年
- サクラ大戦4 〜恋せよ乙女〜（ソレッタ・織姫）
- スーパーロボット大戦IMPACT（エマ・シーン、リィナ・アーシタ、ハルカ・ミナト、ランバ・ノム）

2003年
- 機動戦士Ζガンダム エゥーゴvsティターンズ（エマ・シーン）
- 第2次スーパーロボット大戦α（エマ・シーン）

2004年
- 機動戦士ガンダム ガンダムvs.Ζガンダム（エマ・シーン）
- SUNRISE WORLD WAR Fromサンライズ英雄譚（エマ）
- スーパーロボット大戦GC（エマ・シーン）

2005年
- 第3次スーパーロボット大戦α 終焉の銀河へ（エマ・シーン）

2006年
- ガンダムバトルロワイヤル（エマ・シーン）

2007年
- ガンダムバトルクロニクル（エマ・シーン）
- ガンダム無双（エマ・シーン）
- スーパーロボット大戦Scramble Commander the 2nd（エマ・シーン）
- Microsoft Flight Simulator X

2008年
- ガンダムバトルユニバース（エマ・シーン）
- ガンダム無双2（エマ・シーン）
- 機動戦士ガンダム ガンダムVS.ガンダム（エマ・シーン）
- スーパーロボット大戦A PORTABLE（ハルカ・ミナト）
- スーパーロボット大戦Z（エマ・シーン）
- ドラマチックダンジョン サクラ大戦 〜君あるがため〜（ソレッタ・織姫）

2009年
- アサシン クリード II（パオラ）
- 機動戦士ガンダム ガンダムVS.ガンダムNEXT（エマ・シーン）

2010年
- ガンダムアサルトサヴァイブ（エマ・シーン）
- ガンダム無双3（エマ・シーン）
- スマイル☆シューター（高井冴香）

2012年
- 機動戦士ガンダム エクストリームバーサス（2012年 - 2016年、エマ・シーン） - 4作品

2014年
- 第3次スーパーロボット大戦Z 時獄篇 / 天獄篇（2014年 - 2015年、エマ・シーン） - 2作品

2015年
- スーパーロボット大戦BX（ハルカ・ミナト）

2016年
- チェインクロニクル〜絆の新大陸〜（ソレッタ・織姫）

2017年
- ガンダムバーサス（エマ・シーン）

2018年
- フルメタル・パニック！ 戦うフー・デアーズ・ウィンズ（ジャクリーヌ・ヴィラン）
- ピオフィオーレの晩鐘（ソフィア）
- 機動戦士ガンダム エクストリームバーサス2（2018年 - 2025年、エマ・シーン） - 4作品

2020年
- ピオフィオーレの晩鐘 -Episodio1926-（ソフィア）
- MARVEL SNAP（アガサ・ハークネス）

2023年
- 北斗の拳 LEGENDS ReVIVE（ヤーマ）
- 機動戦士ガンダム アーセナルベース（エマ・シーン）

2024年
- スーパーロボット大戦DD（エマ・シーン）

### ドラマCD・カセット
- 聖獣伝承ダークエンジェル（1995年、姜）
- ゆうきまさみ文化学院 鉄腕バーディー CD CINEMA 1「誕生編 オールグリーン」（1996年、ヴァイオリン）
- アニメイトカセットコレクション 機動戦艦ナデシコ 「ナデシコ対ゲキ・ガンガー対宇宙人」……って、オイ!?（1997年、ハルカ・ミナト、ミーエ・ミーエ[61]）
- アニメイトカセットコレクション 機動戦艦ナデシコ 2 ナデシコ・ばらえてい(仮題)（1998年、ハルカ・ミナト）
- あまつき(3)〜雨夜之月〜（2012年、紅葉）
- 「雷神八系-ZANAM- ファム・ファタール 運命の女」CONCEPT CD内収録ショートドラマ 第0話「星の蒼さ」（2017年、カノン・J・草薙[62]）
- 霞み咲（2018年、水澤皐月）

### オーディオブック
- kikubon 若草物語（2018年、朗読）

### オーディオドラマ
- 恋愛成仏レストラン〜涙に効く魔法のレシピ〜（2020年、坂の上曜子[63][64]）

### 吹き替え

#### 担当女優
アンナ・フリエル
- 女刑事マーチェラ（マーチェラ・バックランド）
- GOAL!（ロズ・ハーミソン）
- GOAL!2（ロズ・ハーミソン）
- プッシング・デイジー 〜恋するパイメーカー〜（シャーロット・“チャック”・チャールズ）

ジュリー・デルピー
- ビフォアシリーズ（セリーヌ）
  - ビフォア・サンライズ 恋人までの距離
  - ビフォア・サンセット
  - ビフォア・ミッドナイト

- ファングルフ/月と心臓（セラフィーヌ）※ソフト版

ジェニファー・ジェイソン・リー
- グレート・ウォリアーズ/欲望の剣（アグネス）
- ツイン・ピークス The Return（シャンタル・ハッチンス）
- ルームメイト（ヘディ）※テレビ朝日版

ネーヴ・キャンベル
- サンフランシスコの空の下（ジュリア・サリンジャー）
- ミディアム3 霊能者アリソン・デュボア（デブラ）
- ワイルドシングス（スージー・トーラー）※ソフト版

マギー・チャン
- 青蛇転生（青蛇）
- ツイン・ドラゴン（バーバラ）※テレビ朝日版
- ポリス・ストーリー/香港国際警察（メイ）※テレビ朝日版
- ワンダー・ガールズ 東方三侠（チャット）
- ワンダー・ガールズ 東方三侠2（チャット）

#### 映画
- アイデンティティー（パリス〈アマンダ・ピート〉）※テレビ東京版
- 愛のめぐりあい（若い女〈ソフィー・マルソー〉）
- 蒼い記憶（レイチェル〈アリソン・エリオット〉）
- アナコンダ（デニス・カルバーグ〈カリ・ウーラー〉）※ソフト版
- アメリカン・パイ in ハレンチ課外授業（アシュレー〈メイガン・ヘファーン〉）
- インヴィンシブル 栄光へのタッチダウン（ジャネット・キャントレル〈エリザベス・バンクス〉）
- インビジブル2（マギー・ダルトン〈ローラ・レーガン〉）
- ヴァン・ヘルシング（マリーナ〈エレナ・アナヤ〉）※テレビ朝日版
- ウォー・ゲーム（ジェニファー・マック〈アリー・シーディ〉）
- 裏窓の女 -甘い嘘-（ミシェル・ドルセ〈クロティルド・クロー〉）
- es［エス］（ドラ〈マレン・エッゲルト〉）※テレビ東京版
- エマニエル夫人（エマニエル〈シルヴィア・クリステル〉）※テレビ東京版
- 奥さまは魔女（イザベル・ビグロー / サマンサ〈ニコール・キッドマン〉）
- 俺は飛ばし屋/プロゴルファー・ギル（ヴァージニア・ヴェニット〈ジュリー・ボーウェン〉）
- 壊滅暴風圏/カテゴリー6（レベッカ・カーンズ〈チャンドラ・ウェスト〉）※テレビ東京版
- 頑張れフリッパー（グウェン・ホップウェル〈フランチェスカ・アニス〉）
- カンフー・カルト・マスター 魔教教主（シウチウ〈チンミー・ヤウ〉）※ビデオ版
- 機械じかけの小児病棟（ヘレン〈エレナ・アナヤ〉）
- 奇人たちの晩餐会 USA（ジュリー〈ステファニー・ショスタク〉[65]）
- キックボクサー2（リサ）※ビデオ版
- 君を見つけた25時（アーユー〈ビビアン・スー〉）
- キャット・ピープル（アリーナ・ガリエ〈ナスターシャ・キンスキー〉）※テレビ朝日版
- キューブ2（ジュリア）※ソフト版
- 緊急呼出し エマージェンシー・コール（カティ）
- グーニーズ（ステファニー〈マーサ・プリンプトン〉[66]）※TBS版
- クルーシブル（アビゲイル・ウィリアムズ〈ウィノナ・ライダー〉）
- グレムリン（ケイト・ベリンジャー〈フィービー・ケイツ〉）※フジテレビ版
- 月下の恋（クリスティーナ・マリエル〈ケイト・ベッキンセイル〉）
- コーラス・ライン（ビビ）
- 恋におぼれて（マギー〈メグ・ライアン〉）
- 恋のミニスカウエポン（ルーシー〈ジョーダナ・ブリュースター〉）
- コップス&ロバーソン（シンディ・ロバーソン〈フェイ・マスターソン〉）
- この生命誰のもの（メアリー〈カーキー・ハンター〉）
- コマンドー（ジェニー〈アリッサ・ミラノ〉）※テレビ朝日版
- こわれゆく世界の中で（オアーナ〈ヴェラ・ファーミガ〉）
- ザ・クラフト（サラ・ベイリー〈ロビン・タニー〉）
- 殺人療法2（ジェニー・スローン）
- サブリナ（サブリナ・フェアチャイルド〈ジュリア・オーモンド〉）
- さよならゲーム（マイリー）※テレビ朝日版
- サンダーアーム/龍兄虎弟（ローラ〈ロザムンド・クワン〉）※テレビ朝日版
- シティーハンター（今村清子〈後藤久美子〉）
- 死にたいほどの夜（ジョーン〈クレア・フォーラニ〉）
- ジミー さよならのキスもしてくれない（リサ〈メレディス・サレンジャー〉）
- シャドー（マリア・アルバレット〈ララ・ウェンデル〉）※TBS版（HDリマスターDVD&HDリマスター特別版BD収録）
- 13日の金曜日 PART6 ジェイソンは生きていた!（シシー）
- ジュエルに気をつけろ!（ジュエル〈リヴ・タイラー〉）
- シュリンジ（ケイシー・スペンサー〈パッツィ・ケンジット〉）
- ショート・サーキット2 がんばれ!ジョニー5（サンディ・バナトーニ〈シンシア・ギブ〉）※ビデオ版
- 情熱の処女 〜スペインの宝石〜（メリベア〈ペネロペ・クルス〉）
- シルバー・ブリット/死霊の牙（ジェーン〈ミーガン・フォローズ〉）
- 新・愛と復讐の挽歌（ジョイ〈ロザムンド・クワン〉）
- 新・愛と復讐の挽歌/殺しの掟（ジョイ〈ロザムンド・クワン〉）
- スーパーマリオ 魔界帝国の女神（デイジー〈サマンサ・マシス〉[67]）※日本テレビ版
- スウォーズマン 剣士列伝（イン〈チョン・マン〉）
- ステラ（ジェニー・クレア〈トリニ・アルバラード〉）※日本テレビ版
- ストリートファイター（キャミィ中尉〈カイリー・ミノーグ〉）
- スナイパー/狙撃（スポッター）※ビデオ版
- スリープウォーカーズ（タニヤ・ロバートソン〈メッチェン・アミック〉）
- 世界で一番パパが好き!（マヤ〈リヴ・タイラー〉）
- センチメンタル・アドベンチャー（マーリーン）
- ソウル・フード（フェイス）
- ダーティ・ダンシング（フランシス・"ベイビー"・ハウスマン〈ジェニファー・グレイ〉）※フジテレビ版
- チーター/三人とチーター友情物語（スーザン）
- チェリー2000（チェリー2000〈パメラ・ギドリー〉）
- チャーリー・シーンのミスター・グッド・アドバイス（キャシー〈ロザンナ・アークエット〉）
- 超能力学園Z PART2 パンチラ・ウォーズ（ルーシー〈ケリー・ウィリアムズ〉）
- デーモン・ナイト（ジェルリン〈ジェイダ・ピンケット・スミス〉）
- D2 マイティ・ダック（ミシェル・マッケイ〈キャスリン・アーブ〉）
- テシス 次に私が殺される（アンヘラ〈アナ・トレント〉）
- デス・プルーフ in グラインドハウス（パム〈ローズ・マッゴーワン〉）
- デビルスピーク（ケリー）
- 天国の日々（リンダ〈リンダ・マンズ〉）
- デンジャラス・プレイ 殺しのエンジェル（ロビン）
- ドラゴン危機一発'97（ウェイ・イー〈カルメン・リー〉）
- ドリームチャイルド（ロリーナ〈イモージェン・ブアマン〉）※テレビ朝日版
- 長くつ下のピッピ（ピッピ）
- ネオン・デーモン（ロバータ・ホフマン〈クリスティーナ・ヘンドリックス〉）
- ノートルダム（エスメラルダ〈サルマ・ハエック〉）
- ハーフ・ア・チャンス（アリス〈ヴァネッサ・パラディ〉）
- バイオハザードシリーズ
  - バイオハザードII アポカリプス（ジル・バレンタイン〈シエンナ・ギロリー〉）※フジテレビ版
  - バイオハザードIV アフターライフ（ジル・バレンタイン〈シエンナ・ギロリー〉）※テレビ朝日版
  - バイオハザードV リトリビューション（エイダ・ウォン〈リー・ビンビン〉）※劇場公開版、（ジル・バレンタイン〈シエンナ・ギロリー〉）※テレビ朝日版[68]
- 白蛇伝説〜ホワイト・スネーク〜（雪女〈ビビアン・スー〉）
- バッド・ガールズ（リリー〈ドリュー・バリモア〉）※ソフト版
- バットマン & ロビン Mr.フリーズの逆襲（バーバラ・ウィルソン / バットガール〈アリシア・シルヴァーストーン〉）※ソフト版
- バッフィ/ザ・バンパイア・キラー（キンバリー〈ヒラリー・スワンク〉）
- ハロウィン6 最後の戦い（ベス）
- ピースキーパー（ジェーン）※ビデオ版
- ビバリーヒルズ・コップ2（ジャン・ボゴミル）※テレビ朝日版
- 秘密の絆（エレノア・アボット〈ジェニファー・コネリー〉）
- ファイナル・ソルジャー（サラ〈サマンサ・モートン〉）
- ファイナル・ドラゴン（ファ・ユイ）
- ファット・ガール 愛はサイズを超える（ミア）
- ファンハウス/惨劇の館（リズ・ダンカン）
- フィフス・エステート/世界から狙われた男（ビルギッタ・ヨンスドッティル〈カリス・ファン・ハウテン〉）
- フォクシー・レディ（ジーニー〈ジョディ・フォスター〉）
- ブラッド・パラダイス（プルー〈メリッサ・ジョージ〉）
- フラットライナーズ（レイチェル・マナス〈ジュリア・ロバーツ〉）※日本テレビ版
- プラネット・テラー in グラインドハウス（チェリー・ダーリン〈ローズ・マッゴーワン〉）
- ブリット（キャシー〈ジャクリーン・ビセット〉）※テレビ朝日版（WOWOW追加録音部分）
- フリッパー（ホリー）
- フレンジー（バブス・ミリガン〈アンナ・マッセイ〉）※BD版
- ブレンダ・スター（ブレンダ・スター〈ブルック・シールズ〉）※テレビ朝日版
- プロジェクト・イーグル（エルザ）※テレビ朝日版
- プロポーズ（アン・アーデン〈レネー・ゼルウィガー〉）※テレビ朝日版
- ブロンクス物語（ジェーン・ウィリアムズ）
- ペギー・スーの結婚（ベス〈ヘレン・ハント〉）
- ベスト・キッド2（クミコ〈タムリン・トミタ〉）※フジテレビ版
- ベビー・シッターズ・クラブ（ステイシー・マッギル〈ブレ・ブレア〉）
- ボーイズ・オン・ザ・サイド（ロビン〈メアリー＝ルイーズ・パーカー〉）
- ホーキーのおくりもの（ハリー〈ジョーイ・ローレン・アダムス〉）
- ポリスアカデミー7 モスクワ大作戦!!（カトリーナ〈クレア・フォーラニ〉）※テレビ東京版
- ホワイトハウス狂騒曲（シリア・カービー〈ヴィクトリア・ローウェル〉）※テレビ朝日版
- マイアミ・バイス（トゥルーディー・ジョプリン〈ナオミ・ハリス〉）※テレビ東京版
- マック（コートニー〈ティナ・カスパリー〉）※JAL機内上映版
- マングラー（シェリー）
- MR.STITCH/悪魔の種子（イングリッシュ博士〈ニア・ピープルズ〉）
- ムーンライト&ヴァレンチノ（ルーシー・トレガー〈グウィネス・パルトロー〉）
- モータル・コンバット（ソニア・ブレイド〈ブリジット・ウィルソン＝サンプラス〉）※ケイエスエス版
- ゆかいなブレディ一家/我が家がイチバン（マーシャ・ブレディー〈クリスティン・テイラー〉）
- ゆかいなブレディー家/トラブルinハワイ（マーシャ・ブレディー〈クリスティン・テイラー〉）
- ライアー（エリザベス・ロフタス〈レネー・ゼルウィガー〉）
- ライオンと呼ばれた男（セリーヌ・デュヴィヴィエ）
- ライトアップ! イルミネーション大戦争（ケリー〈クリスティン・デイヴィス〉）
- ラストデイズ（アーシア〈アーシア・アルジェント〉）
- ラリー・フリント（アルシア・リージャー〈コートニー・ラブ〉）
- 蘭の女（エミリー・リード）
- リアル・ブラッド（エレノア・“エリー”・リグビー〈アンジェリーナ・ジョリー〉）
- ロマンシング・アドベンチャー/キング・ソロモンの秘宝（ジェシー〈シャロン・ストーン〉）※テレビ東京版
- 若き勇者たち（エリカ・メイソン〈リー・トンプソン〉）
- ワンス・アポン・ア・タイム・イン・アメリカ（少女時代のデボラ〈ジェニファー・コネリー〉）※テレビ朝日版
- ワン・モア・タイム（ミランダ〈メアリー・スチュアート・マスターソン〉）※ソフト版

#### ドラマ
- アリー my Love 第5シーズン（ライザ・バンプ〈クリスティーナ・リッチ〉）
- アルフ（リン・タナー〈アンドレア・エルソン〉）
- ER緊急救命室
  - シーズン1（リズ〈リズ・ヴァッシー〉）
  - シーズン3（ケティ・リード〈クレア・デュヴァル〉）
  - シーズン10 #16（ダリア・タズリック〈ジェシカ・チャステイン〉）
  - シーズン14 #3（アンドルース〈エヴァ・カミンスキー〉）
- X-ファイル ※テレビ朝日版
  - 第2シーズン「地底」
  - 第3シーズン「星」
- エメラルドシティ（ラングイディア〈ステファニー・マティーニ〉）
- エレメンタリー2 ホームズ&ワトソン in NY #7（ナイジェラ・メイソン〈オリヴィア・ダボ〉）
- 刑事ナッシュ・ブリッジス シーズン2 #7（キャリー〈ブリタニー・マーフィ〉）
- 三国志演義（孫夫人〈趙越〉）※BS2完全版
- CSI:ニューヨーク3 #6（マンディ・フォスター）
- ダイナスティ（サミー・ジョー〈ヘザー・ロックリア〉）※NHK総合版
- 特攻野郎Aチーム
  - シーズン3 #13（パティ・ダットン）
  - シーズン5 #12（ポーラ・アンダーソン）
- ファミリータイズ（ローレン・ミラー〈コートニー・コックス〉）
- 冒険野郎マクガイバー（ペニー・パーカー〈テリー・ハッチャー〉）
- 名探偵ポワロ ひらいたトランプ（アン・メレディス〈リンゼイ・マーシャル〉）
- ラッシュアワー #4（モリー）
- リ・ジェネシス バイオ犯罪捜査班（メイコ・トラン〈メイコ・ニュイエン〉）
- リゾーリ&アイルズ2（ケイト・グレアム〈エリン・ダニエルズ〉）
- ROME［ローマ］（クレオパトラ7世〈リンゼイ・マーシャル〉）
- ロスト・ガール（ローレン〈ゾーイー・パーマー〉）

#### アニメ
- バットマン（アリス）
- ヒルダの冒険（ビクトリア・バン・ゲール）
- フィリックス（メス猫、女マヤ、キャンディ 他）

### ラジオ
- アニキンFREEDOM（1994年4月 - 1998年10月）
- 癒されBar若本（2007年、第3回・第4回ゲスト）
- サイレントメビウス 由貴の誕生パーティ（2010年、HiBiKi Radio Station：9月10日 - 10月1日、通常配信全4回 + 2010年10月15日公開録音SP全1回）

#### ラジオドラマ
- オーロラ戦隊プリズム騎士（2007年、虹野アイ）
- ニードルアイ（2010年、千練雅美） - WEBラジオ劇場HXLアワー配信

### テレビ番組
- ヤマタノオロチ2（フジテレビ）
- WEEKEND THEATRE（テレビ朝日）

### オリジナルビデオ
- サイレントメビウス外伝 幕末闇婦始末記（1993年、彩弧由貴）
- 野々村病院の人々（1996年、伊藤涼子）

### テレビドラマ
- ブルースワット（1994年、神田ルミ）※第14話
- ボクの就職（1994年）

### 舞台
- 一人芝居「岡本麻弥ひとりスペクタクル『ジョナサン!』」（1989年）
- サクラ大戦歌謡ショウ（1998年 - 2011年）（ソレッタ・織姫）
- ドアをあけると…（プレタポルテ）（2006年）
- サクラ大戦 紐育星組ライブ2011〜星を継ぐもの〜（2011年、ソレッタ・織姫）
- キャッシュオンデリバリー（FAKE STAR）（2012年）
- サクラ大戦 紐育星組ショウ2014〜お楽しみはこれからだ〜（2014年、ソレッタ・織姫）

## ディスコグラフィ

### フルアルバム
| 枚  | 発売日         | タイトル                   | 規格品番  | 最高位 |
| --- | -------------- | -------------------------- | --------- | ------ |
| 1st | 1994年10月19日 | エバーブルー〜風のかたち〜 | ALCA-5013 |        |
| 2nd | 1998年7月22日  | Pure                       | MLCN-3003 |        |

### ミニアルバム
| 枚  | 発売日         | タイトル  | 規格品番   | 最高位 |
| --- | -------------- | --------- | ---------- | ------ |
| ※   | 1993年3月21日  | RAINY DAY | CRCP-15006 |        |
| 1st | 1993年11月21日 | enfant    | CRCP-20081 |        |

### キャラクターソング
| 発売日        | 商品名                                                    | 歌                                                                                           | 楽曲                             | 備考                                                                |
| ------------- | --------------------------------------------------------- | -------------------------------------------------------------------------------------------- | -------------------------------- | ------------------------------------------------------------------- |
| 1986年7月     |                                                           | 岡本麻弥、塩屋翼、荘真由美                                                                   | 「風船旅行」                     | アニメ映画『メイプルタウン物語』挿入歌                              |
| 1998年6月26日 | EVE burst error まりな編                                  | 御堂真弥子（岡本麻弥）                                                                       | 「硝子のドレス」                 | ゲーム『EVE burst error』関連曲                                     |
| 2005年4月27日 | メイプルタウン物語 ヒット曲集                             | 岡本麻弥                                                                                     | 「スキップの歌」                 | テレビアニメ『メイプルタウン物語』挿入歌                            |
| 2010年        | うたっておどろう！シルバニアファミリー                    | シルバニアのおともだち（川上とも子・長谷川明子・宮田幸季・山田ふしぎ・水橋かおり・岡本麻弥） | 「明日になぁれ♪」                | OVA『シルバニアファミリー』エンディングテーマ                       |
| 2017年4月30日 | 「雷神八系-ZANAM- ファム・ファタール 運命の女」CONCEPT CD | 岡本麻弥                                                                                     | 「Rise and Fall」 「カゼノオト」 | ショートドラマ『雷神八系-ZANAM- ファム・ファタール 運命の女』関連曲 |

### シリーズ一覧
1. ↑  『-星を継ぐ者-』『-恋人たち-』（2005年）、『-星の鼓動は愛-』（2006年）
2. ↑  『ZERO』（1999年）、『F』（2000年）、『F.I.F』（2001年）、『PORTABLE』（2006年）、『SPIRITS』（2007年）、『WARS』（2009年）、『WORLD』『3D』（2011年）、『OVER WORLD』（2012年）、『GENESIS』（2016年）、『ETERNAL』（2025年）
3. ↑  『フルブースト』（2012年）、『マキシブースト』（2014年）、『フォース』（2015年）、『マキシブースト ON』（2016年）
4. ↑  『エクストリームバーサス2』（2018年）、『クロスブースト』（2021年）、『オーバーブースト』（2023年）、『インフィニットブースト』（2025年）